# Championnat de Malte de football 1991-1992
Navigation
Saison précédente Saison suivante
La saison 1991-1992 de Premier League Maltaise est la 77e édition de la première division maltaise.
Lors de cette saison, le Hamrun Spartans a tenté de conserver son titre de champion face aux neuf meilleurs clubs maltais lors d'une série de matchs se déroulant sur toute l'année.
Les dix clubs participants au championnat ont été confrontés à deux reprises aux neuf autres.
C'est le La Vallette FC qui a été sacré champion de Malte pour la quatorzième fois.
Deux places étaient qualificatives pour les compétitions européennes, la troisième place étant celle du vainqueur du Trophée Rothman 1991-1992.

## Qualifications en coupe d'Europe
À l'issue de la saison, le champion a participé au tour préliminaire de la Ligue des champions 1992-1993.
Le vainqueur du Trophée Rothman a pris la place pour la Coupe des coupes 1992-1993.
Le deuxième du championnat a pris la place en Coupe UEFA 1992-1993.

## Les dix clubs participants
| Club                 | Stade             | Capacité | Ville      |
| -------------------- | ----------------- | -------- | ---------- |
| Birkirkara-Luxol     | Infetti Ground    | 2 000    | Birkirkara |
| Floriana FC          | -                 | -        | Floriana   |
| Hamrun Spartans      | Victor Tedesco    | 6 000    | Hamrun     |
| Paola Hibernians FC  | Hibernians Ground | 8 000    | Paola      |
| Luqa St. Andrew's FC | -                 | -        | Luqa       |
| Mqabba FC            | -                 | -        | Mqabba     |
| Rabat Ajax           | -                 | -        | Rabat      |
| Sliema Wanderers FC  | Guze Fava Ground  | 4 000    | Sliema     |
| La Vallette FC       | -                 | -        | La Valette |
| Zurrieq FC           | -                 | -        | Zurrieq    |

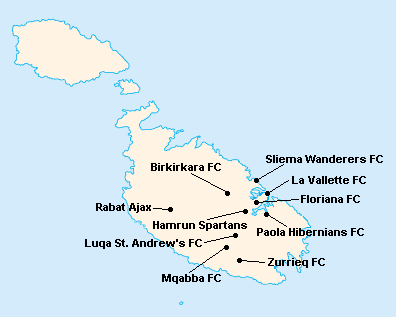
Localisation des clubs engagés dans le championnat.

L'île de Malte étant relativement petite, les clubs évoluent tous au stade National Ta'Qali (17 400 places). Certain cependant ont leur propre enceinte qu'ils peuvent éventuellement utiliser.

## Compétition

### Classement
| Rang | Équipe                   | Pts | J  | G  | N | P  | Bp | Bc | Diff |
| ---- | ------------------------ | --- | -- | -- | - | -- | -- | -- | ---- |
| 1    | La Vallette FC           | 33  | 18 | 15 | 3 | 0  | 45 | 7  | +38  |
| 2    | Floriana FC              | 25  | 18 | 10 | 5 | 3  | 26 | 10 | +16  |
| 3    | Sliema Wanderers FC      | 24  | 18 | 10 | 4 | 4  | 37 | 20 | +17  |
| 4    | Hamrun Spartans (T) (C)  | 23  | 18 | 10 | 3 | 5  | 52 | 28 | +24  |
| 5    | Rabat Ajax               | 19  | 18 | 6  | 7 | 5  | 31 | 24 | +7   |
| 6    | Paola Hibernians FC      | 17  | 18 | 5  | 7 | 6  | 19 | 23 | -4   |
| 7    | Birkirkara FC            | 16  | 18 | 4  | 8 | 6  | 18 | 26 | -8   |
| 8    | Luqa St. Andrew's FC (P) | 9   | 18 | 4  | 1 | 13 | 14 | 44 | -30  |
| 9    | Zurrieq FC               | 9   | 18 | 2  | 5 | 11 | 20 | 47 | -27  |
| 10   | Mqabba FC (P)            | 5   | 18 | 1  | 3 | 14 | 11 | 44 | -33  |

| Légende : Qualifications et relégations | Légende : Qualifications et relégations                                                     |
| --------------------------------------- | ------------------------------------------------------------------------------------------- |
|                                         | Ligue des champions 1992-1993 (Tour préliminaire)                                           |
|                                         | Coupe des coupes 1992-1993 (Tour de qualification)                                          |
|                                         | Coupe UEFA 1992-1993 (1er Tour)                                                             |
|                                         | Relégation en First Division Maltaise                                                       |
|                                         | (T) : Tenant du titre 1990-1991 (P) : Promu en 1990-1991 (C) : Vainqueur du Trophée Rothman |

## Bilan de la saison
| Tableau d'Honneur       |                 |
| Compétition             | Vainqueur       |
| Premier League Maltaise | La Vallette FC  |
| Trophée Rothman         | Hamrun Spartans |
| Supercoupe de Malte     | Hamrun Spartans |

| Qualifications européennes 1992-1993 |                 |
| Ligue des champions                  | Qualifiés       |
| Tour préliminaire                    | La Vallette FC  |
| Coupe des coupes                     | Qualifiés       |
| Tour de qualification                | Hamrun Spartans |
| Coupe UEFA                           | Qualifiés       |
| 1er tour                             | Floriana FC     |

| Promotions et relégations           |                             |
| Relégués en First Division Maltaise | Zurrieq FC Mqabba FC        |
| Promus de First Division Maltaise   | St. George's FC Mellieha FC |